# 热带法西斯主义
在非洲的政治哲学中，热带法西斯主义是在后殖民主义国家中，要么被视为法西斯主义，要么被视为具有强烈的法西斯主义倾向。1967年至2005年多哥独裁者纳辛贝·埃亚德马被认为是非洲热带法西斯的一个例子。胡图力量运动是胡图极端民族主义和至上主义运动，组织并实施了旨在消灭卢旺达图西族人民的卢旺达大屠杀，被认为是非洲热带法西斯主义的一个突出例子。柬埔寨的红色高棉政权被称为热带法西斯政权，因为他们在1981年正式放弃了共产主义。其他被稱為熱帶法西斯主義的例子還有蒙博托·塞塞·塞科治下的薩伊共和國、弗朗西斯科·马西亚斯·恩圭马治下的赤道幾內亞、伊迪·阿敏治下的烏干達、奈溫治下的緬甸、阿爾弗雷多·斯特羅斯納治下的巴拉圭以及瓦加斯治下的巴西和雅伊爾·博索納羅。

## 实例
卢旺达胡图力量运动是以胡图族极端民族主义和胡图族对图西族的霸权为基础的运动，旨在消灭图西族，被认为是法西斯运动。